# العلاقات السورية القطرية
العلاقات القطرية السورية هي العلاقات الثنائية بين قطر وسوريا. أغلقت قطر سفارتها في دمشق في عام 2011 حتى ديسمبر 2024. اعترفت الحكومة القطرية بالائتلاف الوطني لقوى الثورة والمعارضة السورية ومنحته السفارة السورية في الدوحة. شهدت العلاقة بين البلدين تغيّرًا كبيرًا خلال السنوات القليلة الماضية، ويرجع ذلك إلى حد كبير إلى الحرب الأهلية في سوريا.

## تاريخ العلاقات
أقامت الدولتان علاقات دبلوماسية في 19 يناير 1972. في عام 1995، انحاز الرئيس السوري حافظ الأسد إلى المملكة العربية السعودية ضد أمير قطر حمد بن خليفة آل ثاني عندما أطاح بوالده خليفة بن حمد آل ثاني في انقلاب أبيض. وفي وقت لاحق، زار بشار الأسد الدوحة في عام 2003، وهو ما بدأ مرحلة جديدة من العلاقات الاقتصادية والتجارية والاستثمارية بين البلدين. في مايو 2010، أعرب الرئيس السوري بشار الأسد وأمير قطر الشيخ حمد بن خليفة آل ثاني عن دعمهما للجهود التي تقودها تركيا للتوصل إلى حل دبلوماسي للنزاع حول البرنامج النووي الإيراني.
قبل بدء الصراع السوري، كانت قطر وسوريا تتمتعان بعلاقات إيجابية إلى حد كبير وحافظتا على الاتصالات الدبلوماسية. منذ عام 2005، تبادل البلدان الزيارات المنتظمة من كبار المسؤولين، وتعززت علاقاتهما التجارية والاستثمارية. استثمرت قطر في مجالات متعددة في سوريا، مثل القطاع العقاري والمالي والسياحي.

### الحرب الأهلية السورية
في عام 2011، ومع بدء الحرب الأهلية السورية، انضمت قطر، مثل غيرها من الجهات الفاعلة الإقليمية، إلى دعم فصائل المعارضة التي تريد الإطاحة بحكومة الرئيس السوري بشار الأسد. ركزت قطر أساسًا على تعزيز نفوذ جماعة الإخوان المسلمون في المنطقة ودعم مصالحها الخاصة من خلال تقديم الدعم للمعارضة السورية. قدمت قطر الدعم المالي والعسكري لمختلف الفصائل المتمردة، بما في ذلك المنظمات العلمانية والإسلامية مثل جماعة الإخوان المسلمين السورية، من خلال المنظمات غير الحكومية مثل مؤسسة الشيخ عيد بن محمد آل ثاني الخيرية، وقطر الخيرية أو منظمة الكرامة.
شكلت قطر وتركيا كتلة واحدة في الصراع السوري ودعمتا نفس الجماعات المتمردة، بما في ذلك الجماعات الإرهابية المصنفة دوليًا، مثل تحالف هيئة تحرير الشام الإسلامي، وجماعة المظلة الجهادية الجبهة الإسلامية السورية، والجبهة الإسلامية، وجيش الإسلام، وأحرار الشام وجبهة النصرة التابعة لتنظيم القاعدة. ومن بين الجماعات المسلحة البارزة التي تمولها كل من تركيا وقطر المجلس الوطني السوري المؤيد للإسلاميين. قدمت الدولتان، حسب التقارير، الأسلحة والذخائر والدعم المالي الإضافي للجماعات المسلحة، مثل الجيش السوري الحر، والجيش الوطني السوري، وجيش الفتح، وحولتا السفارة السورية في الدوحة إلى غرفة عمليات لخصوم سوريا. كما شاركت كلاهما في عملية برنامج خشب الجميز السرية التي قادتها وكالة المخابرات المركزية الأمريكية لتدريب وتسليح المتمردين السوريين. وفوق على ذلك، كان لقطر دور بارز في تدريب وإرشاد المقاتلين المتمردين عبر مركز القيادة "موم" (مركز العمليات المشتركة) في تركيا. كانت قطر أكبر راعٍ لقوات المتمردين السوريين خلال الحرب.
في أبريل 2023، أعلن صندوق قطر للتنمية، بالتعاون مع رئاسة إدارة الكوارث والطوارئ التركية، خططًا لبناء مدينة في شمال سوريا، والتي من شأنها أن تؤوي 70 ألف نازح سوري، في أعقاب زلزال تركيا وسوريا عام 2023. وفي يونيو 2023، تعهدت قطر بالتبرع بمبلغ 75 مليون دولار لتلبية الاحتياجات الإنسانية لسوريا.
في مايو 2023، عادت الحكومة السورية إلى جامعة الدول العربية. ومع رفض قطر وتصريح وزير خارجيتها بأن أسباب تعليق عضوية سوريا لا تزال قائمة، إلا أن الدوحة لم تعترض رسميًّا على عودة دمشق.
في أغسطس 2023، أهَّلت قطر الخيرية محطة مياه بابل في شمال سوريا، مما عزز الوصول إلى المياه وفرص العمل في المنطقة.

### العلاقات بعد نظام الأسد
أثناء هجوم المعارضة السورية 2024 الذي قادته هيئة تحرير الشام والذي أطاح بنظام الأسد، أعادت قطر مساندتها للمتمردين في البلاد ومعارضتها للأسد. أفادت التقارير لاحقًا أن قطر سترسل مساعدات إنسانية عبر مدينة عنتاب التركية. لاحقًا، قررت دولة قطر إعادة فتح سفارتها في 17 ديسمبر 2024.